# Kaitseliit
Kaitseliit (pol. Liga Obrony) – estońska ochotnicza formacja zbrojna obrony terytorialnej powstała w okresie międzywojennym, rozwiązana w 1940, reaktywowana w 1990. 
Kaitseliit liczy obecnie, wraz z organizacją kobiecą i młodzieżową, ok. 25 tys. ludzi. Organizacja wchodzi w skład Estońskich Sił Zbrojnych.

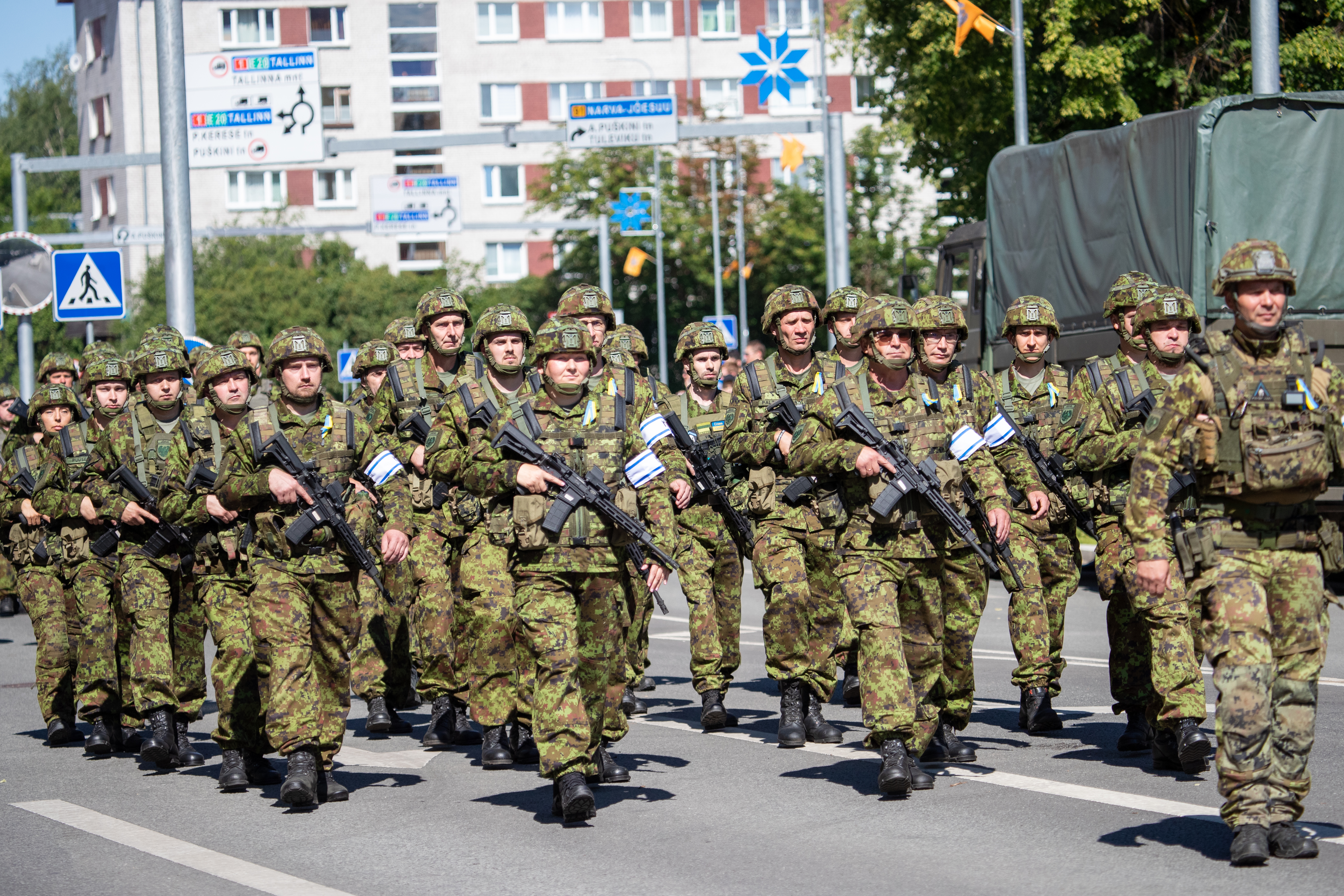
Pododdział Kaitseliit, 2024

## Rys historyczny
Kaitseliit został powołany 11 listopada 1918 roku po opuszczeniu terytorium Estonii przez okupacyjne wojska niemieckie i podlegała ministrowi wojny.  Dowódcą został generał dywizji Ernst Põdder, a przewodniczącym zarządu Johan Pitka. Kaitseliit miał pomoc w zapewnieniu porządku i bezpieczeństwa. Po wybuchu pod koniec listopada 1918 roku walk z bolszewikami oddziały formacji razem z regularną armią estońską brały udział w wojnie o niepodległość. Od stycznia 1919 roku do Kaitseliitu obowiązkowo należeli wszyscy mężczyźni od 18 do 60 lat, którzy nie podlegali mobilizacji, także obcokrajowcy. 1 lutego 1920 roku liczył on 125 000 członków. Gdy w lutym 1920 roku został zawarty Traktatu w Tartu rozpoczęto demobilizację. Kaitseliit został rozwiązany. 
Władze państwowe reaktywowały Kaitseliit 1 grudnia 1924 roku w odpowiedzi na próbę komunistycznego puczu. Nowy statut organizacji został zatwierdzony przez rząd 2 lutego 1925 roku. Ustalił on strukturę organizacji, która w okresie międzywojennym dzieliła się on na 15 regionów, w ramach których istniały lokalne oddziały (bataliony, oddziały i plutony). Istniały także jednostki morskie, artyleryjskie i kawaleryjskie. Wraz z organizacjami młodzieżowymi i kobiecymi liczebność formacji sięgała 100 tys. ludzi. W latach 1925–1940 dowódcą Kaitseliitu był generał dywizji Johannes Roski-Orasmaa.
Gdy 17 czerwca 1940 roku na terytorium Estonii wkroczyły wojska sowieckie dowódca Kaitseliitu przesłał do wszystkich oddziałów radiogram w którym nakazał zebranie całej dostępnej broni i przekazanie jej do magazynów wojska. 27 czerwca 1940 roku została podpisana przez prezydenta Republiki ustawa likwidująca Kaitseliit. Grunta i nieruchomości, które organizacja posiadała zostały przekazane Komunistycznej Partii Estonii.  W czasie okupacji hitlerowskiej na jej strukturach zorganizowano ochotnicze oddziały terytorialne Omakaitse.
Kaitseliit została reaktywowana 17 lutego 1990 roku po odzyskaniu niepodległości przez Estonię.